# Échasse
Pour l’article homonyme, voir Échasse (oiseau).
 (décembre 2019).
Si vous disposez d'ouvrages ou d'articles de référence ou si vous connaissez des sites web de qualité traitant du thème abordé ici, merci de compléter l'article en donnant les références utiles à sa vérifiabilité et en les liant à la section « Notes et références ».

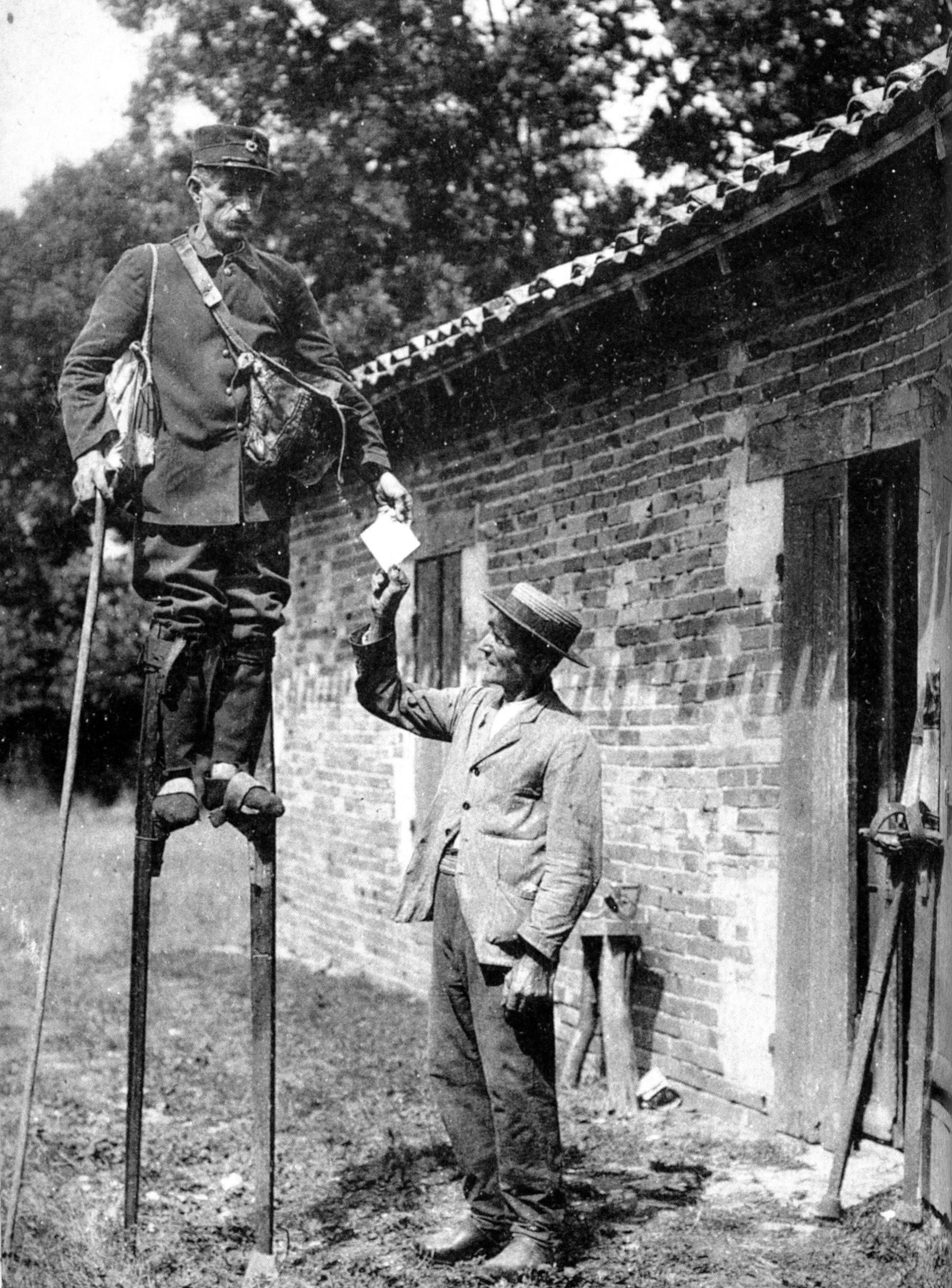
Facteur sur échasses du Pays de Buch.

Les échasses sont des pièces longilignes que l’on ajoute sous les pieds pour gagner de l’altitude.

## Description

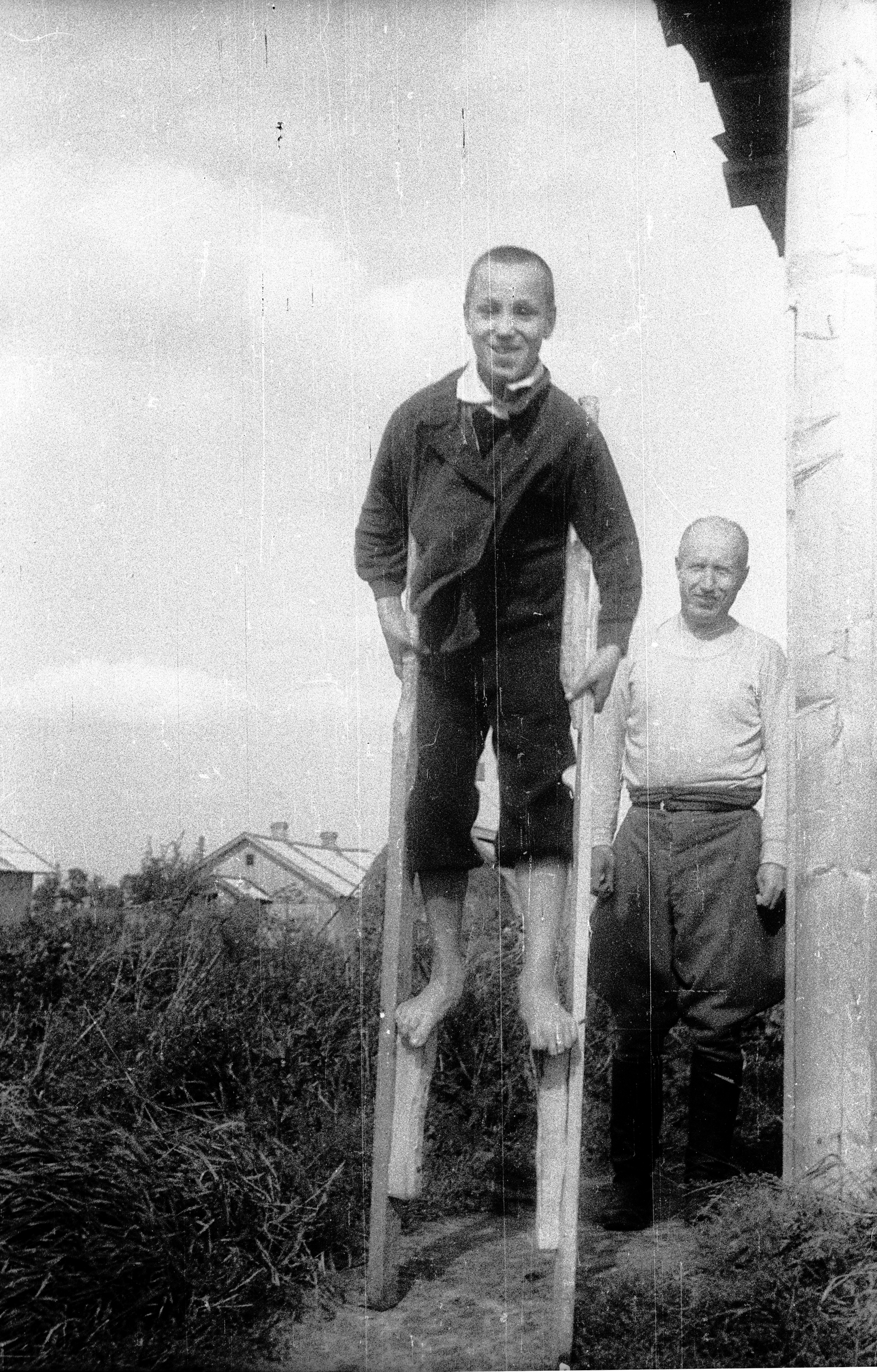
Le garçon sur échasses. Smolensk (Russie), 1952.

Faites le plus fréquemment en bois ou en métal, elles permettent d’atteindre des hauteurs qui varient en règle générale entre 20 et 30 cm pour les débutants et de 3 à 4 mètres de haut pour les échasseurs confirmés. Toutefois des hauteurs plus élevées ont été atteintes, dépassant les 8 mètres, le record du monde étant à plusieurs dizaines de mètres.
Les échasses se sont fortement popularisées grâce au cirque dans un premier temps, puis plus récemment avec le théâtre de rue. Mais loin de n’être qu’une technique de spectacle, on les retrouve utilisées sous différentes formes sur tous les continents.

## Histoire

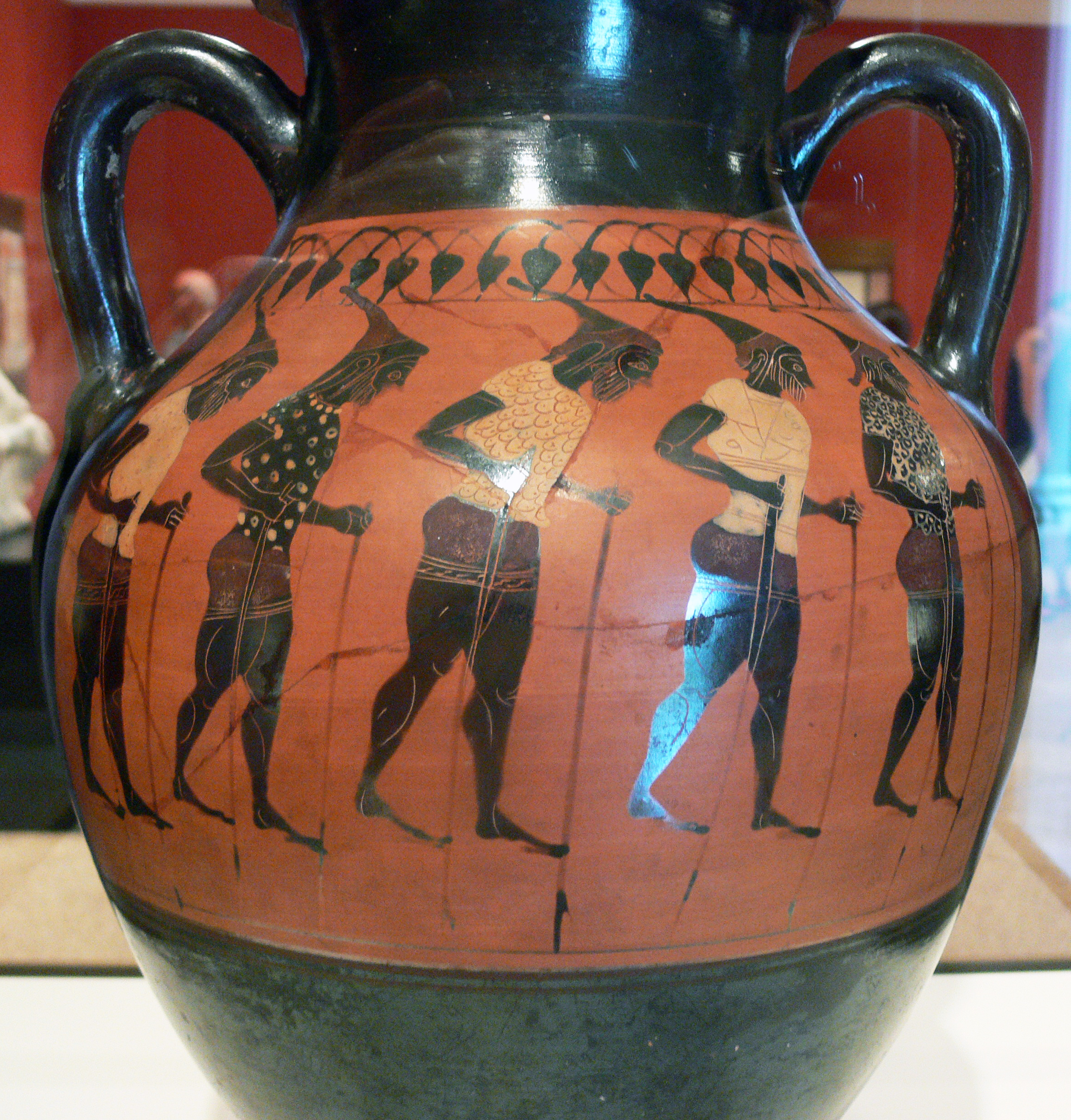
Jarre de Grèce antique montrant des hommes sur échasses,

Des textes et des restes archéologiques montrent que la marche sur échasses était pratiquée dès la Grèce antique au VIe siècle av. J.-C. En Grèce ancienne, les échasses étaient dénommées κωλοβαθριστής (kōlobathristēs), provenant de κωλόβαθρον (kōlobathron), « échasse », composé de κῶλον (kōlon), « colonne » et βάθρον (bathron), « base, pedestal ». Les échasseurs namurois, en Belgique, pratiquent les combats sur échasses depuis 1411.

## Usage

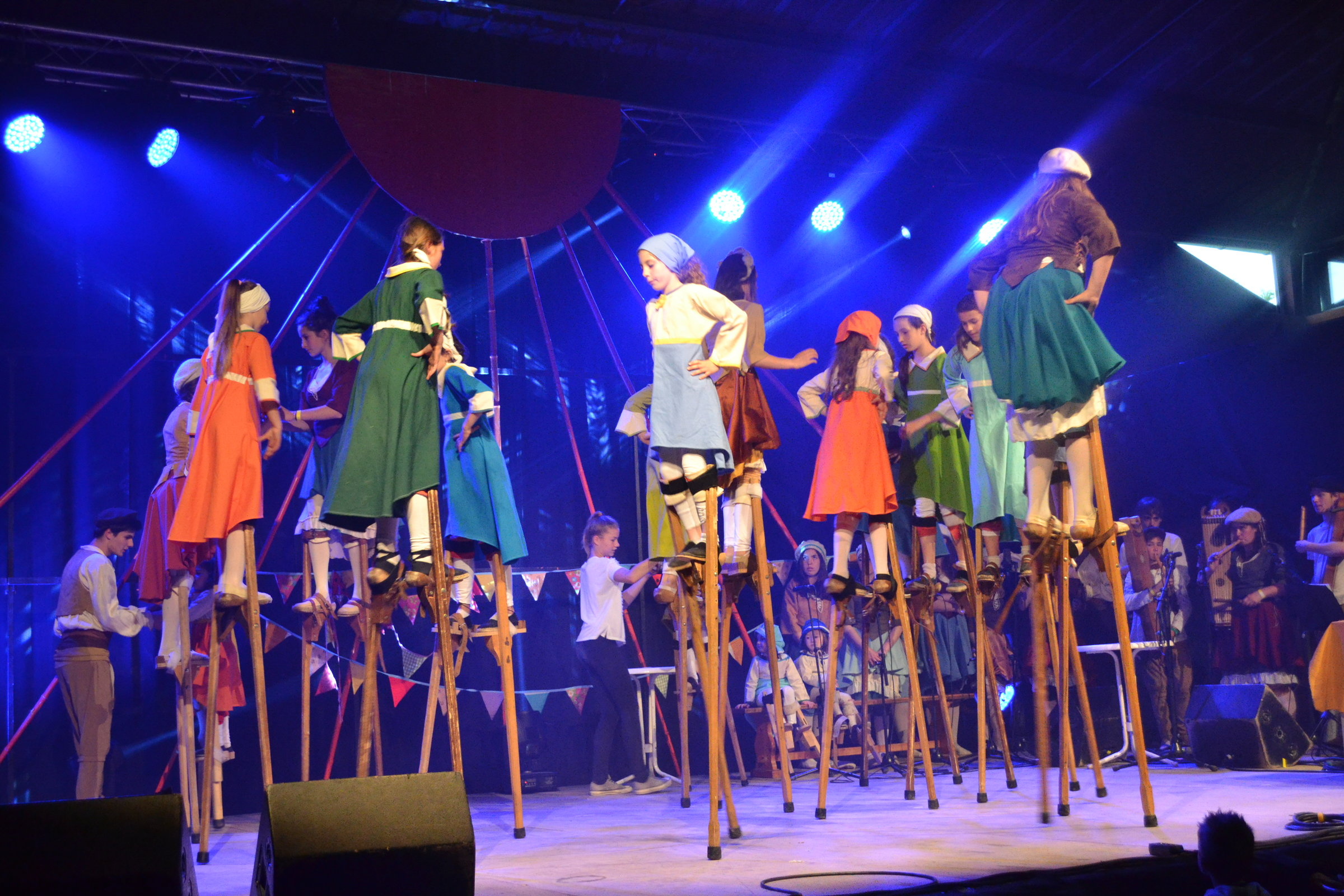
Les "Chancaires" de Saint-Pé-de-Léren, dans les Pyrénées-Atlantiques.

L’usage que l’on en fait est très variable. Elles peuvent être jeu d’enfants pratiqué dans la Cordillère des Andes ou en Asie, outil de travail utilisé par les plâtriers en France, par les cueilleurs de fruits au Maroc ou en Californie, mais également technique de danse.
C’est dans cette dernière catégorie que l’étude est la plus intéressante car elle offre une grande diversité dans les pratiques.
Il ne semble pas y avoir une origine particulière à l’utilisation des échasses, ou une filiation historique d’un pays à l’autre, mais plutôt des apparitions simultanées à différents endroits du globe.
Dans de nombreux pays les échasses sont issues d’une longue tradition - bien qu’il soit en général difficile de dater les premières utilisations. Les échasses (grallae) sont déjà connues des Romains, notamment au théâtre.

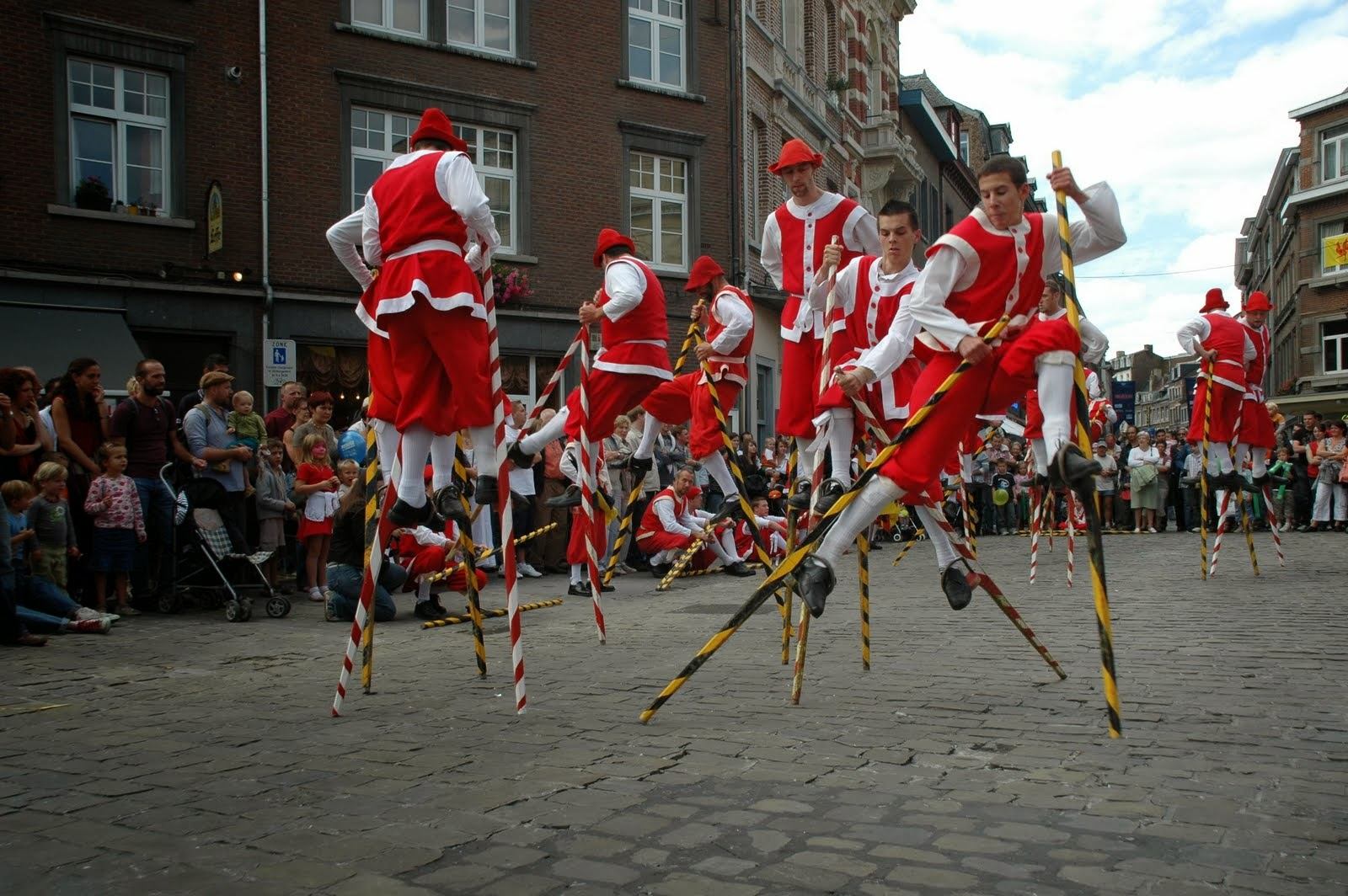
Échasseurs Namurois, joutes sur échasses de Namur.

En Europe existent différentes pratiques traditionnelles de l'échasse.On trouve par exemple des échassiers en France (les bergers landais), qui utilisaient les échasses pour surveiller les moutons. Les échasses étaient nécessaires dans cette région de marécages qui ne sera transformée qu’à partir de la fin du XVIIIe siècle grâce aux travaux d’assainissement menés par Nicolas Brémontier puis Jules Chambrelent. Apparue vraisemblablement vers le XVIIIe siècle, cette fonction a par la suite disparu pour se maintenir comme technique de danse ou de course. A Namur en Belgique, les échasses sont devenues depuis le XVe siècle le support d’une activité typique : la joute sur échasses de Namur (échasseur namurois). Séparés en deux compagnies (les Avresses et les Mélans), les échasseurs namurois se servent des arceaux métalliques se trouvant sur leurs patins pour donner des coups d'échasses à leurs adversaires. L'équipe qui n'a plus de jouteur debout sur échasses perd le combat. C'est alors le traditionnel "bout-à-tot" ("jusqu'au bout" en wallon namurois) qui commence. Les jouteurs restants joutent contre leurs coéquipiers jusqu'à ce qu'il n'y en ait plus qu'un debout sur ses échasses.

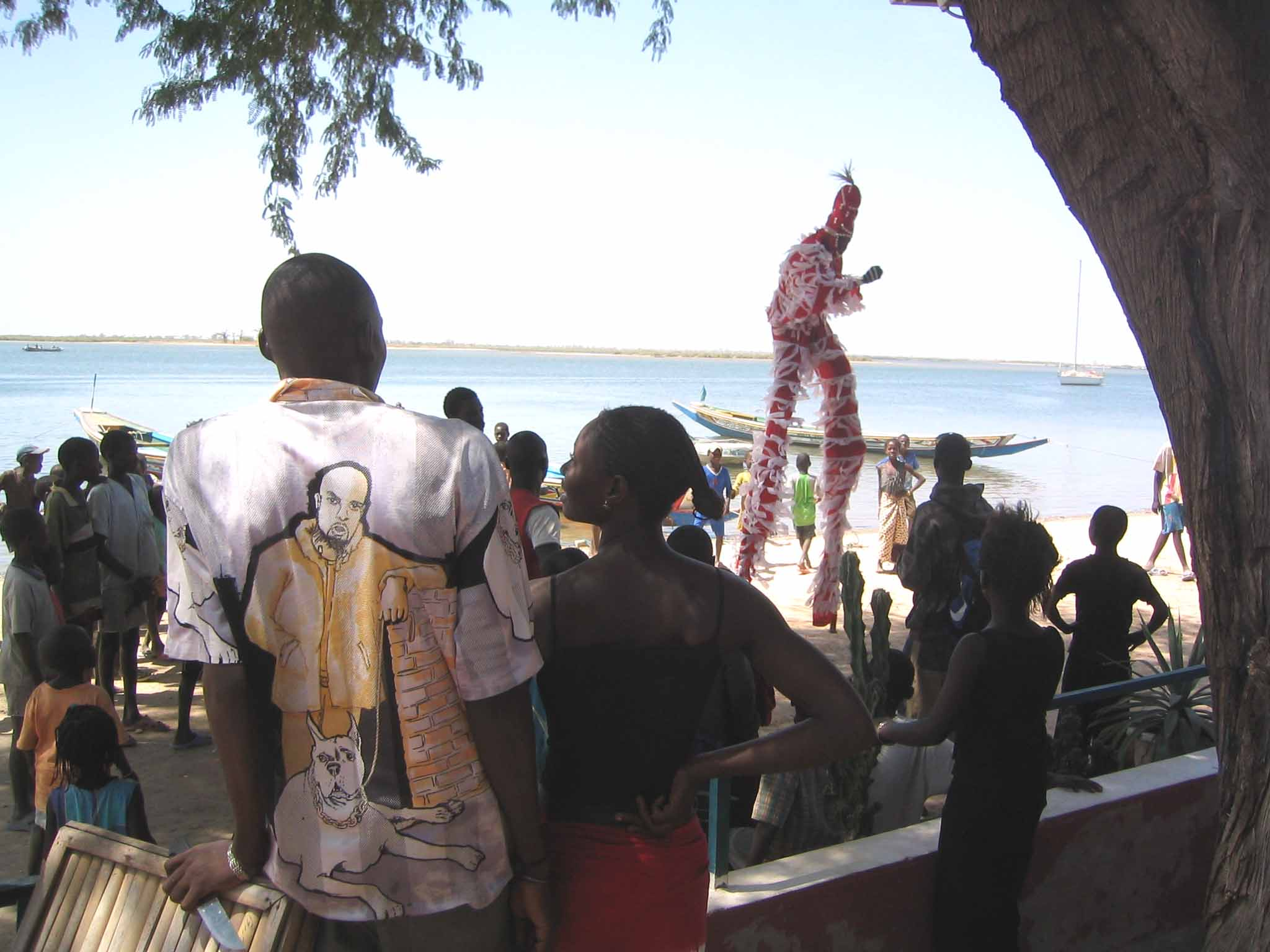
Échassier au cours d’une animation près de l’embarcadère de Ndangane au Sénégal.

En Afrique, la pratique y est particulièrement importante. On en trouve dans quasiment tous les pays d’Afrique de l’Ouest (Togo, Bénin, Mali, Ghana, Côte d'Ivoire, Sénégal…). Là encore, les utilisations sont radicalement différentes d’un endroit à l’autre. Si chez les Dogon, au Mali, elles ont une valeur symbolique très forte et sont utilisées dans un contexte de cérémonie bien particulier, au Togo, par exemple, elles sont, avant tout, utilisées pour une pratique festive et comme un moyen de se surpasser. Cas particulièrement intéressant lorsqu’on sait que les échassiers évoluent entre 2 et 4 mètres de haut. C’est d’ailleurs sur ce continent que l’on trouve la plus grande concentration de hauteur d’échasses supérieure à 2 mètres.[réf. nécessaire]

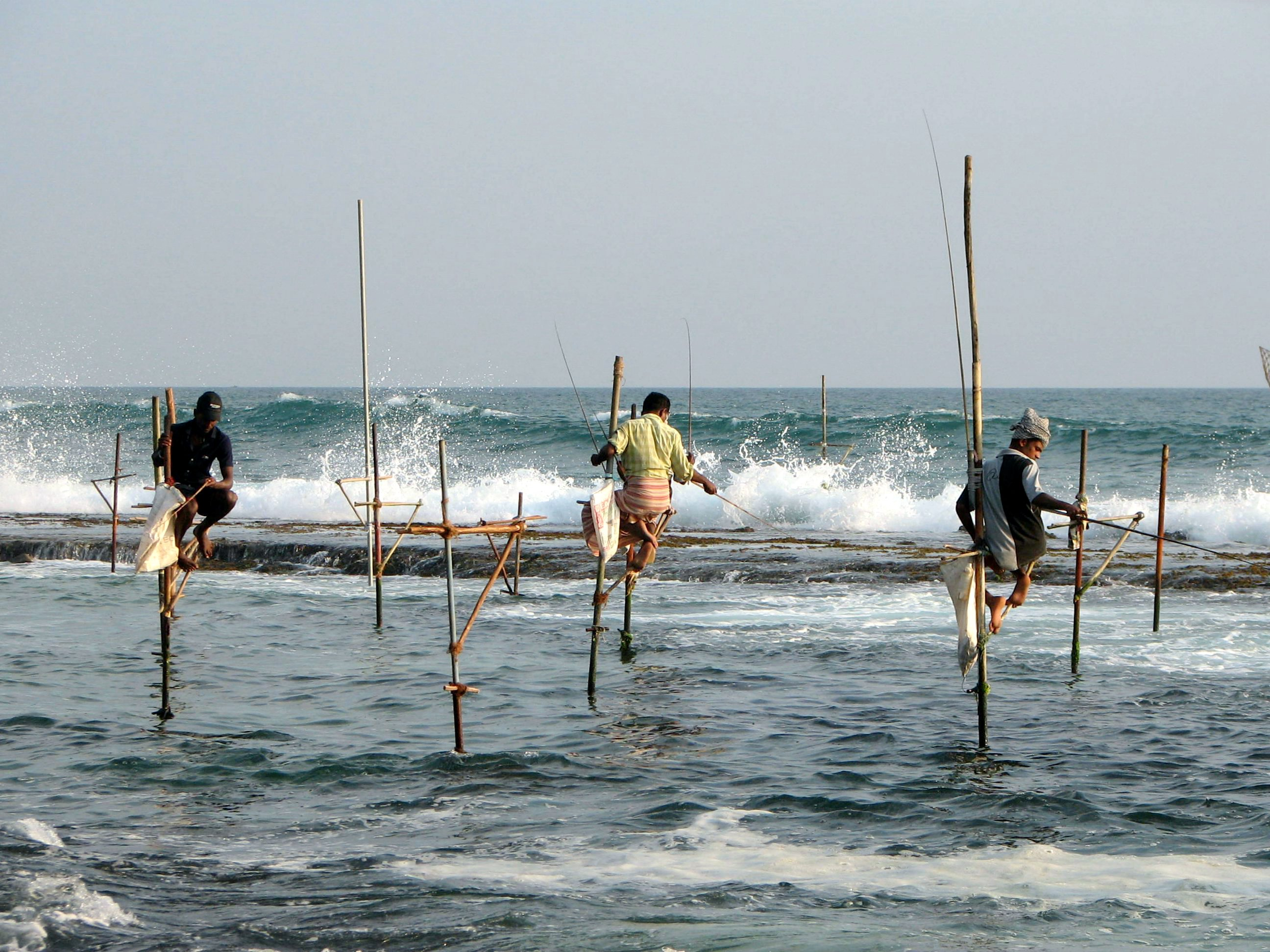
Pêcheurs sur échasses, Sri Lanka.

On trouve des échassiers également en Asie, ou en Amérique du Sud. Sur ce dernier continent, il semble que ce soit moins une tradition qu’une importation de la technique par des personnes ayant travaillé dans des cirques aux États-Unis. À part en Bolivie, l’utilisation semble relativement récente dans cette partie du monde.
Si l’aspect traditionnel est incontestablement riche en diversité, c’est peut-être par la voie du théâtre de rue que les échasses se sont le plus développées. Beaucoup de troupes et de compagnies les utilisent (Friche Théâtre Urbain, Bulles de Zinc, Nan ! Compagnie…).
Elles peuvent être un moyen de créer de nouveaux personnages par l’allongement des jambes (qui s’est accompagné parfois également d’un allongement des bras).
D’autres les utilisent comme un moyen d’évoluer plus haut. Elles se substituent alors à une scène pour offrir des conditions de jeu intéressantes vis-à-vis du public dans la rue.

## Évolution

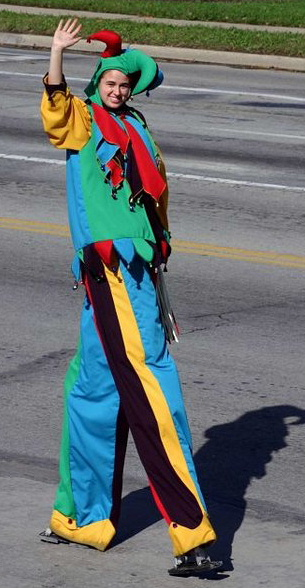
Échassière dans une parade.

L’outil en lui-même s’est considérablement transformé.
Si la majorité des compagnies de rues ou de cirque les utilisent sous sa forme la plus classique (un tube droit placé sous l’axe du pied), on trouve également des échasses qui sont coudées (Tal’harn), d’autres qui utilisent un effet ressort ou plus récemment la compression.
Plus récemment, les échasses urbaines ont fait leur apparition. Il s’agit d’échasses à ressorts qui permettent de courir à 40 km/h et de sauter à plus de 2 m de haut. Ce nouveau sport de l’extrême permet une pratique acrobatique, street, et course.
Dans le même contexte les échasses Hi-Strider (à air comprimé), permettent une utilisation beaucoup plus acrobatique et plus sportive (Compagnies Trois points de suspension, Malabar…).

## Zoologie
Les oiseaux munis de grandes pattes qui vivent dans les marais sont appelés échassiers.

## Habitation
Les cabanes tchanquées (du mot tchanca, qui signifie échasse en gascon), sont des cabanes sur pilotis typiques du Bassin d'Arcachon, dont elles sont devenues l’un des symboles.